# Arthemesia
Arthemesia is een Finse blackmetalband.

## Artiesten
- Valtias Mustatuuli - vocalist
- Jari Mäenpää - gitarist, toetsenist
- Jukka-Pekka Miettinen - gitarist
- Janne Leinonen - bassist
- Magistra Nocte - toetsenist, achtergrondstem
- Kai Hahto - drummer

## Vroegere leden
- Routa - gitarist, toetsenist
- Kimmo Miettinen - drummer

## Discografie
- 2001 - Devs Iratvs (Native North)